# 形状共鳴
形状共鳴（けいじょうきょうめい）とは、ポテンシャル散乱において、ポテンシャルが準安定状態をもつとき、入射粒子がポテンシャル井戸につかまることがあるため、散乱振幅は共鳴による特異性を示す。
これはポテンシャルの形による。
形状共鳴の散乱断面積は、ブライト-ウィグナーの公式で与えられる。
| スタブアイコン | サブスタブ | この項目は、まだ閲覧者の調べものの参照としては役立たない、工学・技術に関連した書きかけの項目です。この項目を加筆・訂正などしてくださる協力者を求めています。 |